# Filmová databáze
Filmová databáze (zkratka FDb) je český webový filmový portál zaměřující se na české, slovenské i zahraniční filmy včetně herců, režisérů, scenáristů apod. Návštěvníkům serveru je umožněno se také zaregistrovat (nepovinné) a celou databázi rozšiřovat. Čítá více než 180 000 filmových titulů.

## Obsah
Filmová databáze obsahuje nejen profily filmů, herců, režisérů a scenáristů na světě, ale návštěvník může také prohlížet TV Program, Kino program, Magazín či také profily registrovaných uživatelů na serveru. S webem je také propojeno softwarové zařízení Seznam DVD, které slouží k přehledu všech vydaných DVD v časopisech a novinách. K dispozici je také DVD obchod, přes který je možno si objednat veškeré DVD a Blu-ray či také Bazar, kde ostatní uživatelé své nepotřebné DVD prodávají.

## Shrnutí možností na Fdb
- Prohlížet filmy/osobnosti
- TV Program
- Kino Program
- Magazín